# 幻冬社コミックス
もしかして
- 幻冬舎コミックス

ではありませんか？